# Falschungsspitze
Falschungsspitze är en bergstopp i Österrike, på gränsen till Italien. Den ligger i distriktet Imst och förbundslandet Tyrolen, i den västra delen av landet. Toppen på Falschungsspitze är 3 363 meter över havet, eller 143 meter över den omgivande terrängen.
Den högsta punkten i närheten är Karlespitze, 3 462 meter över havet, 1,1 km väster om Falschungsspitze.
Trakten runt Falschungsspitze består i huvudsak av kala bergstoppar och isformationer.